# Victorian Heritage Register

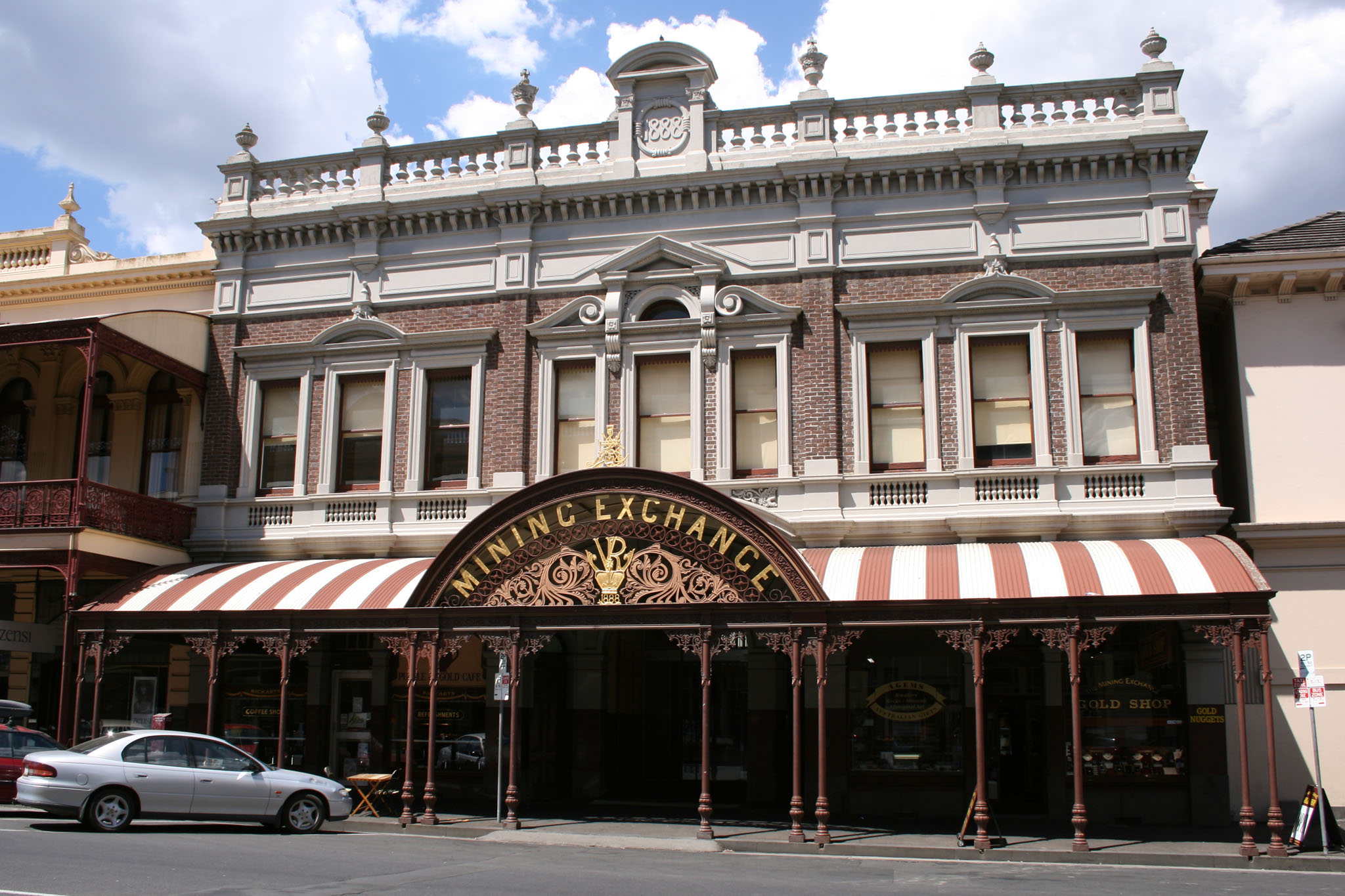
Die Mining Exchange in Ballarat, Victoria, ist ein Gebäude im Victorian Heritage Register.

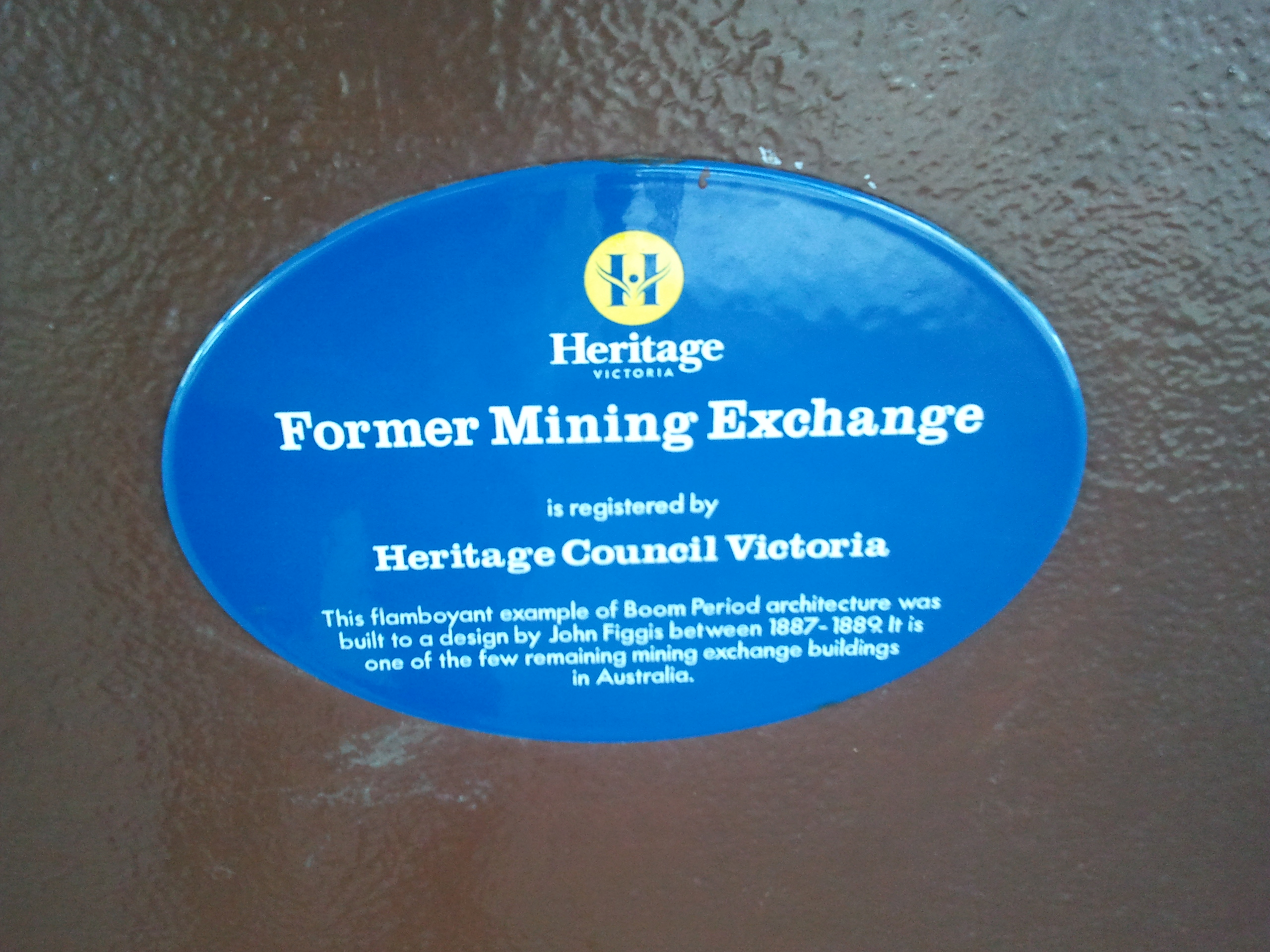
Die blaue Plakette von Heritage Victoria ist an der Ballarat Mining Exchange angebracht.

Das Victorian Heritage Register (VHR) ist eine Denkmalliste, die Stätten und Bauwerke enthält, die für den australischen Bundesstaat Victoria kulturelle Signifikanz haben. Unter dem Heritage Act 2017 hat das VHR statutarische Bedeutung. Der zuständige Minister ist der Minister for Planning. Heritage Victoria wurde 1995 von der Regierung des Bundesstaates als zuständige Behörde für ein Eintragung und Genehmigung festgelegt; damit wurde die ursprüngliche Behörde abgelöst, der 1974 gegründete Historic Buildings Preservation Council. Eintragungen im Victorian Heritage Register sind unabhängig von der Eintragung durch einen lokalen Council oder Shire, die Heritage Overlay bekannt sind. Heritage Victoria ist derzeit Teil des Department of Environment, Land, Water and Planning der Government of Victoria, Australia. Heritage Victoria ist gegenüber dem Heritage Council berichtspflichtig, der Vorschläge zum Eintrag in das Register genehmigt und Einsprüche entgegennimmt, sofern eine Eintragung auf Disput trifft. Der Council nimmt auch Einsprüche der Eigentümer gegen den von Heritage Victoria ausgegebenen Eintragungsbeschluss entgegen. Dritte können keinen Einspruch erheben. Im Jahr 2021 gab es mehr als 2400 Stätten und Bauwerke, die im VHR verzeichnet sind.

## Typen von Stätten und Objekten
Das Gesetz erlaubt die Eintragung einer Vielfalt kultureller Güter, darunter sind:
- archäologische Fundstätten und Artefakte
- historische Gebäude, Bauwerke und umschlossene Bezirke
- Gärten, Bäume und Friedhöfe
- Kulturlandschaften
- Schiffswracks und deren Reste
- signifikante Objekts und Sammlungen

Die in das Victorian Heritage Register eingetragenen Stätten befinden sich in einer Datenbank, der Victorian Heritage Database, die auch Sätten enthält, die zusätzlich auf lokaler Ebene geschützt sind.
Die Eintragung in das Victorian Heritage Register bedeutet nicht automatisch ein Abriss- oder Veränderungsverbot; stattdessen wird eine Erlaubnis durch Heritage Victoria notwendig, die gegeben oder versagt werden kann. Eine „Streichung“ kann nur erfolgen, wenn die Stätte oder das Objekt zerstört wurde (z. B. durch Feuer), oder die Erlaubnis gegeben wurde für einen Abriss oder für Veränderungen, die so umfassend sind, dass die Stätte keine Signifikanz mehr auf bundesstaatlicher Ebene hat. Der zuständige Minister kann in den Prozess der Eintragung oder der Genehmigung einer Erlaubnis intervenieren, indem er sich über die Empfehlung von Heritage Victoria oder dem Heritage Council hinwegsetzt. Er kann so verhindern, dass eine Stätte oder ein Objekt eingetragen wird, oder er kann genehmigen, dass dieses abgerissen oder in größerem Maße verändert wird.
Alle im Register eingetragenen Stätten und Objekte können mit einer Blue Plaque gekennzeichnet werden.

## Belege
1. 1 2  Heritage: Legislation and regulations. In: Heritage. 23. Februar 2021, abgerufen am 11. Dezember 2023 (australisches Englisch).
2. ↑  Blue Plaques. Department of Planning and Community Development, Victoria, archiviert vom Original am 25. Februar 2011; abgerufen am 12. Dezember 2023.